# Nuria Alabao
Nuria Alabao   (València, 1976) és una periodista, investigadora i antropòloga valenciana especialitzada en feminismes. Col·labora en diferents mitjans digitals aportant anàlisi política. Ha escrit articles i participat en llibres col·lectius en els temes objecte de les seves recerques.

## Activitat periodística i investigadora
Nuria Alabao va estudiar periodisme a la Universitat Pompeu Fabra de Barcelona culminant els seus estudis el 1999 i més tard, l'any 2014, es va doctorar en Antropologia Social i Cultural per la Universitat de Barcelona. Escriu opinió i anàlisis polítiques en diferents mitjans digitals conjugant periodisme i recerca. Alabao entén el periodisme com a motor de canvi social exercit des del pensament crític i el compromís social.
Amb aquesta orientació, l'any 2018 va entrar a formar part del consell editorial de la revista CTXT assumint també el càrrec de responsable de la secció de feminismes. El novembre de 2019 es va incorporar com a col·laboradora habitual al diari Ara. Ha col·laborat també al Diario.es i a publicacions com la prestigiosa revista britànica d'anàlisi política New Left Review, o La Maleta de Portbou, d'Humanitats i Economia.
De manera paral·lela i complementària, Alabao desenvolupa una tasca investigadora en espais autònoms, vinculats als denominats "laboratoris d'idees" i el pensament crític des dels moviments socials, com la Fundació dels Comuns o el Grup de Recerca sobre Exclusió i Control Socials de la Universitat de Barcelona.
Els seus àmbits de recerca giren entorn del feminisme, amb especial interès en les qüestions de classe, la crítica a la família i al treball. En els darrers anys, ha estudiat l'entrecreuament entre les qüestions de gènere i l'extrema dreta i també l'impacte del feminisme en el nou municipalisme que emergeix a partir del 2015 amb candidatures ciutadanes progressistes que arrelen en les mobilitzacions sorgides del 15M. Sobre aquests temes ha impartit conferències, ha escrit articles i col·laborat en obres col·lectives, entre les quals cal destacar Un feminismo del 99% (2018), Familia, raza i nación en tiempos de posfascismo (2020) o Alianzas rebeldes (2021).

## Principals publicacions

### Articles de revistes
- (2022) Per una democràcia feminista (sempre per fer). Nova Societat Núm. 298
- (2020) Una renda bàsica per més enllà d’un món que s’acaba. Revista Barcelona Societat, nº26.
- (2019) Renda bàsica i individualisme: una relació complexa. Minerva Nº 32

### Obres col·lectives
- (2021) A qui allibera el feminisme? Classe, reproducció social i neoliberalisme. En Aliances rebels. El feminisme més enllà de la identitat. Bellaterra.
- (2020) Defensar a la família contra migrants i dones: convergències entre antifeminismo i soberanisme. En Família, raça i nació en temps de posfascismo. Traficants de Somnis.
- (2020) Les guerres de gènere: L'extrema dreta contra el feminisme. En Dels neocón als neonazis: La dreta radical en l'Estat espanyol. Rosa Luxemburg Stiftung.
- (2020) El fantasma de la teoria queer sobrevola el feminisme. En Transfeminismo o barbàrie. Kaótica Llibres.
- (2019) Com construir un feminisme del 99%. En Com pot canviar el món el feminisme. Llengua de Drap.
- (2019) Per què el neofeixisme és antifeminista? En Neofeixisme. La Bèstia neoliberal. Segle XXI.
- (2019) Lluitar en temps de les identitats fosques, introducció al llibre de Miguel Urbán L'emergència de Vox: anotacions per a combatre a l'extrema dreta espanyola. Sylone.
- (2019) Mares i àvies: heroïnes silencioses del quotidià. En Les Cures. Llibres en Acció.
- (2018) Aprendre a estimar en el s. XXI: el que ens va ensenyar el feminisme. En (H)amor 3: gelosia i culpes. Editorial Continta Em Tens.
- (2018) Mares i àvies: heroïnes silencioses del quotidià. En Les cures: sabors i experiències per a cuidar els barris que habitem. Llibres en Acció.
- (2018) Gènere i feixisme: la renovació de l'extrema dreta europea. En El feminisme del 99%. Llengua de Drap & Ctxt.[17]